# Sword of Sherwood Forest
Sword of Sherwood Forest (La espada del bosque de Sherwood en España y La justicia de Robin Hood en Hispanoamérica) es una película británico de 1960 dirigida por Terence Fisher y protagonizada por Richard Greene, Peter Cushing y Niall MacGinnis.

## Argumento
Un día Robin de Loxley, también conocido como Robin Hood, y sus hombres descubren un complot para derrocar a Hubert Walter, Canciller del rey y Arzobispo de Canterbury. Los conspiradores son el Sheriff de Nottingham y el Conde de Newark.

## Reparto
| Actor           | Personaje                             |
| --------------- | ------------------------------------- |
| Richard Greene  | Robin Hood                            |
| Peter Cushing   | Sheriff of Nottingham                 |
| Niall MacGinnis | Fraile Tuck                           |
| Richard Pasco   | Edward, Conde de Newark               |
| Jack Gwillim    | Arzobispo de Canterbury Hubert Walter |
| Sarah Branch    | Doncella Marian Fitzwalter            |
| Nigel Green     | Pequeño John                          |
| Vanda Godsell   | La Priora                             |

## Producción
La película fue rodada en el condado de Wicklow en Irlanda.

## Recepción
Hoy en día la película ha sido valorada en portales cinematográficos y por críticos profesionales. En IMDb, con aproximadamente 1500 votos registrados, el filme obtiene una media ponderada de 5,8 sobre 10. En cuanto a Rotten Tomatoes, los más de 250 votos registrados allí le dieron una valoración media de 3 de 5. También cabe destacar, que en La Vanguardia el 60 % de los usuarios registrados allí le dan una valoración positiva.